# نعل‌پایه

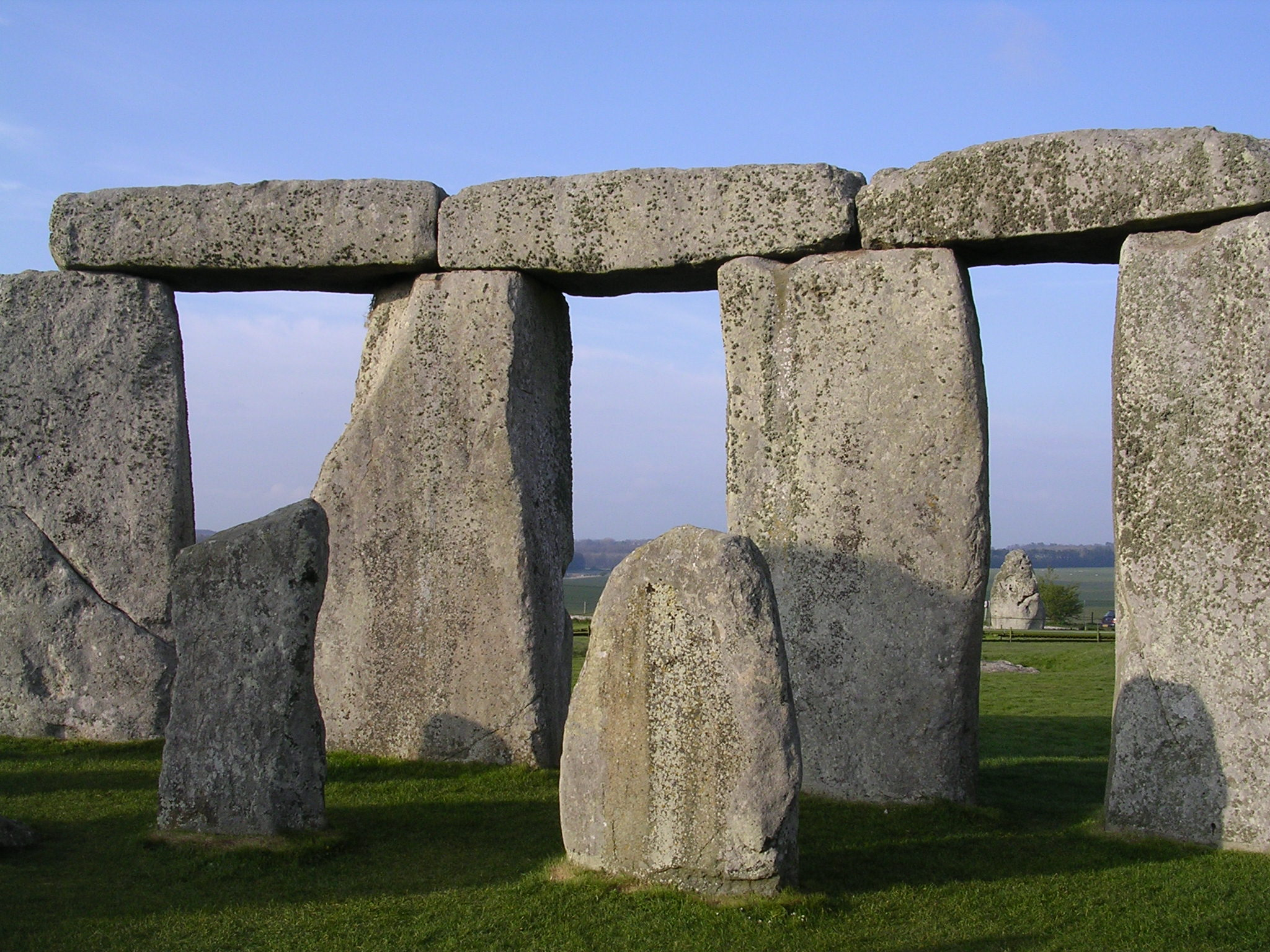
استون‌هنج از نخستین سازه‌ها در تاریخ معماری که با شیوه پایه و نعل (پایه سنگ ایستاده و نعل سنگ خوابیده بر روی دوپایه) ساخته شده است

نعل-پایه یا پالار-پایه کهنترین شیوه معماری برای پوشش یک دهانه میان دوپایه است. نخستین سقف‌ها در تاریخ معماری با این شیوه ساخته شده‌اند که نمونه آن سازه استون‌هنج در بریتانیاست. این شیوه که پوشش سقف تخت به دست می‌دهد در کنار شیوه متاخرتر طاق و چَفد که پوشش خمیده پدیدمی‌آورد نشانه آشکاری در نخستین گامهای انسان به سوی معماری است که از پوشش آسمانه تخت آغاز شده و سپس با تکامل بیشتر در آسمانه‌های چَفدی هرچه بیشتر به کمال می‌رسد.

## شیوه نعل-پایه در تاریخ معماری
شیوه «نعل-پایه» پس از فرارسیدن شیوه «طاق و چفد» به خاطر آسانی و کارایی به مراتب بیشتر سبک نوپدید از رونق افتاد. شاید اوج کاربرد این شیوه را در دوران باستان بتوان در سازه‌های تخت‌جمشید و معابد یونانی دید که نعل های کوه‌پیکر بسیار گران بر روی ستون‌های تناور کار گذاشته و مهار شده اند. پس از گسترش سبک «طاق-چفد» این سبک برای سده‌های طولانی تا دوران مدرن از رواج افتاد و کاربرد آن بسیار محدود به سازه‌های «تیر چوبی» ساده شد. وانگهی پس از دستیابی به تکنولوژی‌های نو در آلیاژ آهن و ساخت تیرهای پولادین و نیز دستیابی به تکنولوژی بتن ریزی این سبک باستانی بار دیگر در دوران مدرن رخ نمود و این بار سبک «طاق-چفد» بود که از رونق و شکوه هزاران ساله بازماند. شکوهی که اوج آن در معماری سنتی ایران و معماری گوتیک غربی است. با این همه سبک «طاق-چفد» کارایی خود را در هم‌کردی و هم‌افزایی با تکنولوژی نوزایش یافته «نعل-پایه» به شکلی دیگر بازیافت که نمونه برجسته آن ساخت پل‌های چفدی (قوسی) است که آمیزه ایست از دو شیوه «نعل-پایه» و «طاق-چفد». همچنین سبک «طاق-چفد» در پی هزاران سال کاربرد گسترده در معماری‌های جهان از ایلام باستان گرفته تا ایران و روم تأثیرات زیبایی شناختی الهام بخش و ماندگاری از خود برجای گذاشت که در نوزایش مدرن «نعل-پایه» دست کم جای خود را برآسای یک آمود در تن‌گذار سازه به خوبی باز کرد.